# Calotomus viridescens
Calotomus viridescens е вид бодлоперка от семейство Scaridae. Видът не е застрашен от изчезване.

## Разпространение и местообитание
Разпространен е в Британска индоокеанска територия (Чагос), Джибути, Египет, Еритрея, Йемен, Израел, Йордания, Малдиви, Саудитска Арабия и Судан.
Обитава морета, заливи и рифове. Среща се на дълбочина от 5 до 30 m, при температура на водата около 28,7 °C и соленост 37,6 ‰.

## Описание
На дължина достигат до 21 cm.